# Eocursor
Eocursor ("jitřní běžec") byl rod menšího ptakopánvého dinosaura z pozdně triasového období (stupeň nor, asi před 210 miliony let). Fosilie tohoto býložravého ptakopánvého dinosaura byly objeveny v Jižní Africe (Svobodný stát; souvrství Lower Elliot) v roce 1993. Holotyp nese označení SAM-PK-K8025 a jedná se o částečně dochovanou kostru v relativně dobrém stavu zachování a kompletnosti.

## Popis a zařazení
Dlouhé podkolenní části kostry nohy naznačují, že šlo o velmi rychlého běžce (odtud pochází rodové jméno). Dvounohý býložravý dinosaurus dosahoval délky jen kolem jednoho metru a hmotnosti 1 nebo kolem 4,2 kilogramu. Celkově se podobal například rodu Lesothosaurus, jeho příbuzenské vazby ale nejsou plně objasněny. Nepochybně byl vývojově primitivnější než heterodontosauridi, zároveň ale vyspělejší než primitivní argentinský ptakopánvý dinosaurus (nebo silesaurid) rodu Pisanosaurus, žijící zhruba o 20 milionů let dříve.
Sesterským rodem a nejbližším vývojovým příbuzným rodu Eocursor byl však patrně rod Archaeocursor, formálně popsaný koncem roku 2024 z Číny.